# 쓰야마촌 (야마가타현)
쓰야마 촌(津山村)은 야마가타현 히가시무라야마군에 존재했던 촌이다.